# 71è Festival Internacional de Cinema de Canes
El 71è Festival Internacional de Cinema de Canes es va dur a terme del 8 al 19 de maig de 2018. L'actriu australiana Cate Blanchett fou nomenada presidenta del jurat. La pel·lícula japonesa Manbiki Kazoku, dirigida per Hirokazu Koreeda, va guanyar la Palma d'Or.
El thriller psicològic de Asghar Farhadi Todos lo saben, protagonitzat per Javier Bardem, Penélope Cruz i Ricardo Darín, va obrir el festival i participava en la Competició principal. Ha estat la segona pel·lícula en castellà en obrir Canes, després de La mala educación de Pedro Almodóvar, que fou projectada en la nit d'apertura del festival de 2004.
El pòster oficial del festival mostra Jean-Paul Belmondo i Anna Karina en la pel·lícula de Jean-Luc Godard de 1965 Pierrot le fou. És el segon cop que el pòster del festival és inspirat en una pel·lícula de Goddard després de Le Mépris al festival de 2016. Segons la declaració oficial del festival, el cartell s'inspira i ret tribut a la feina del fotògraf francès Georges Pierre.

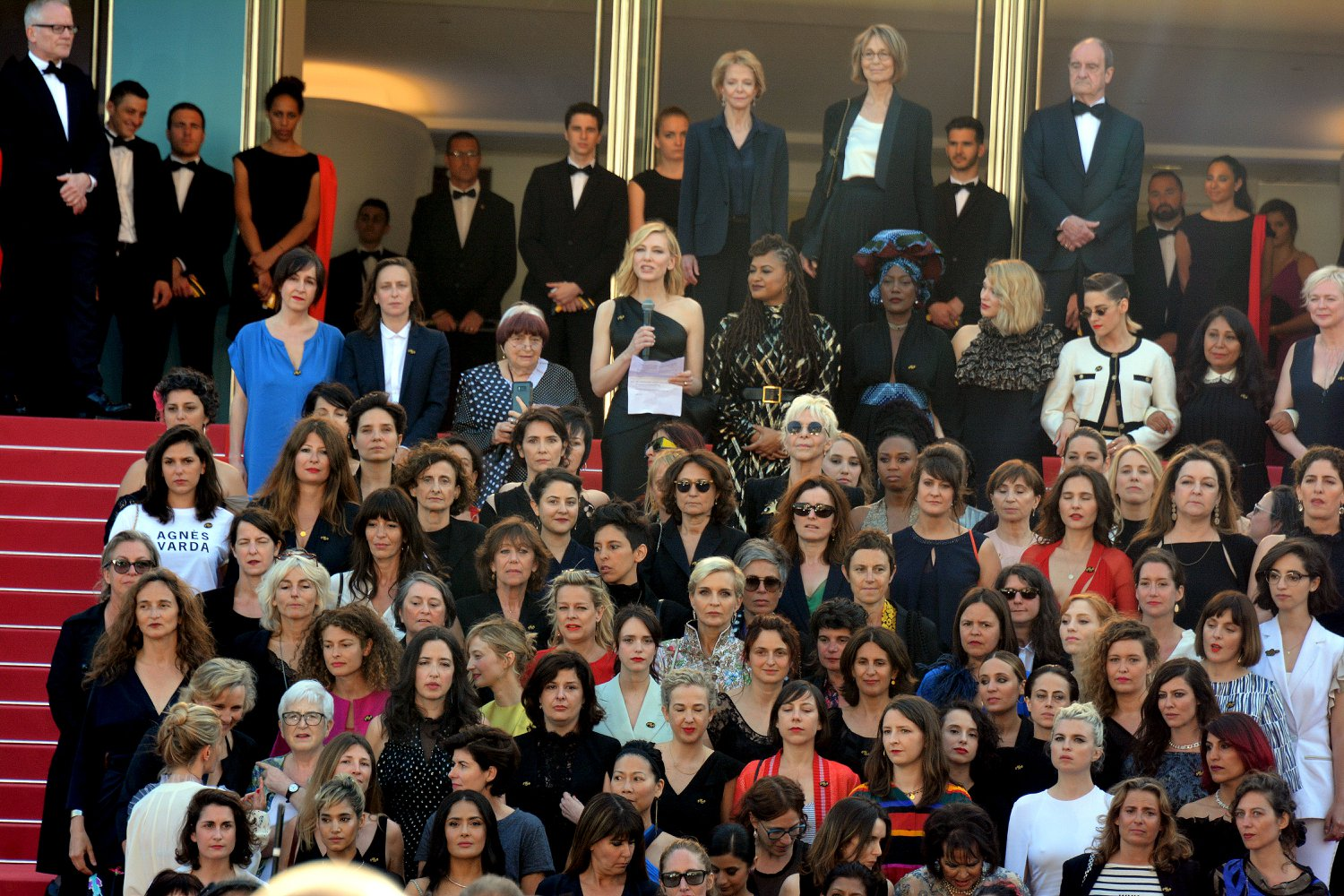
Manifestació de cineastes femenines demanant igualtat de gènere en la indústria del cinema, 12 de maig.

## Jurat

### Competició principal

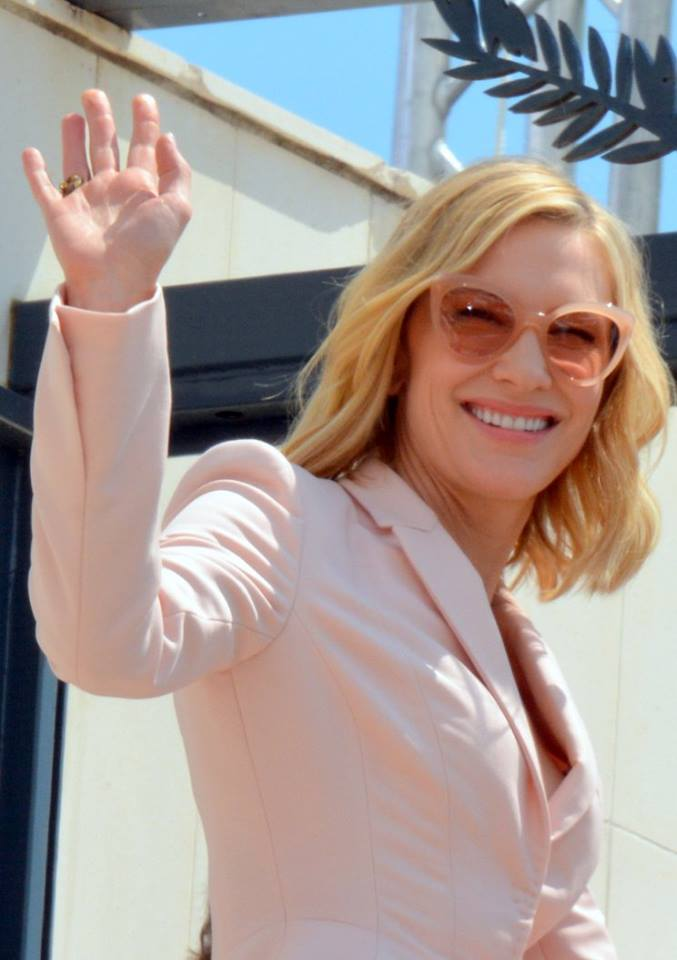
Cate Blanchett, Presidenta del jurat de la competició principal.

- Cate Blanchett, actriu australiana, presidenta[3][6]
- Chang Chen, actor taiwanès
- Ava DuVernay, directora estatunidenca
- Robert Guédiguian, director francès
- Khadja Nin, cantant i compositor burundès
- Léa Seydoux, actriu francesa
- Kristen Stewart, actriu estatunidenca
- Denis Villeneuve, director canadenc
- Andrei Zviàguintsev, director rus

### Un Certain Regard
- Benicio del Toro, actor portoriqueny, president[7]
- Kantemir Balagov, director rus[8]
- Julie Huntsinger, directora executiva del Festival de Cinema de Telluride
- Annemarie Jacir, escriptora i directora palestina
- Virginie Ledoyen, actriu francesa

### Cinéfondation i curtmetratges
- Bertrand Bonello, director francès, president[9]
- Valeska Grisebach, directora alemanya
- Khalil Joreige, artista i director libanès
- Alanté Kavaïté, directora franco-lituana
- Ariane Labed, actriu francesa

### Càmera d'Or
- Ursula Meier, director suís, president del jurat[10]
- Marie Amachoukeli, directora francesa[11]
- Iris Brey, crítica, directora i escriptor francoamericana
- Sylvain Fage, presidenta de Cinéphase
- Jeanne Lapoirie, cineasta francesa
- Arnaud i Jean-Marie Larrieu, directors i escriptors francesos

### Jurats independents
Setmana Internacional de la Crítica
- Joachim Trier, director noruec, president[12]
- Chloë Sevigny, actriu i directora estatunidenca
- Nahuel Pérez Biscayart, actor argentí
- Eva Sangiorgi, directora del Festival Internacional de Cinema de Viena
- Augustin Trapenard, periodista cultural francès

L'Œil d'or
- Emmanuel Finkiel, director francès, president[13]
- Lolita Chammah, actriu francesa
- Isabelle Danel, crítica francsa
- Kim Longinotto, documentalista britànica
- Paul Sturtz, director del Festival de Cinema True/False

## Selecció oficial

### En competició – pel·lícules
Les següents pel·lícules competiren per la Palma d'Or:
| Títol original                               | Director(s)           | País            |
| -------------------------------------------- | --------------------- | --------------- |
| Se Rokh سه رخ                                | Jafar Panahi          | Iran            |
| Netemo Sameteo (Asako I & II) 寝ても覚めても | Ryūsuke Hamaguchi     | Japó            |
| Jiang hu er nü 江湖儿女                      | Jia Zhangke           | R.P. de la Xina |
| En Guerre                                    | Stéphane Brizé        | França          |
| Ayka (Айка)                                  | Serguei Dvortsevoi    | Kazakhstan      |
| BlacKkKlansman                               | Spike Lee             | Estats Units    |
| Beoning 버닝                                 | Lee Chang-dong        | Corea del Sud   |
| Cafarnaúm كفرناحوم                           | Nadine Labaki         | Líban           |
| Zimna wojna                                  | Paweł Pawlikowski     | Polònia         |
| Dogman                                       | Matteo Garrone        | Itàlia          |
| Todos lo saben (pel·lícula d'apertura)       | Asghar Farhadi        | Espanya         |
| Les filles du soleil                         | Eva Husson            | França          |
| Lazzaro felice                               | Alice Rohrwacher      | Itàlia          |
| Le livre d'images                            | Jean-Luc Godard       | França, Suïssa  |
| Un couteau dans le cœur (QP)                 | Yann Gonzalez         | França          |
| Leto (Лето)                                  | Kirill Serebrennikov  | Rússia          |
| Manbiki Kazoku 万引き家族                    | Hirokazu Koreeda      | Japó            |
| Plaire, aimer et courir vite (QP)            | Christophe Honoré     | França          |
| Under the Silver Lake                        | David Robert Mitchell | Estats Units    |
| Ahlat Ağacı                                  | Nuri Bilge Ceylan     | Turquia         |
| Yomeddine (CdO) يوم الدين                    | Abu Bakr Shawky       | Egipte          |

(CdO) indica pel·lícula elegible a la Caméra d'Or com a debut com a director.
(QP) indica pel·lícula elegible a la Palma Queer.

### Un Certain Regard
Les següents pel·lícules foren seleccionades per competir a Un Certain Regard:
| Títol original                                                | Director(s)                        | País                                              |
| ------------------------------------------------------------- | ---------------------------------- | ------------------------------------------------- |
| El Ángel (QP)                                                 | Luis Ortega                        | Argentina, Espanya                                |
| Gueule d'ange                                                 | Vanessa Filho                      | França                                            |
| Gräns (QP)                                                    | Ali Abbasi                         | Suècia, Dinamarca                                 |
| Chuva é Cantoria na Aldeia dos Mortos                         | João Salaviza, Renée Nader Messora | Brasil, Portugal                                  |
| Donbass (pel·lícula d'apertura) (Донбас)                      | Sergei Loznitsa                    | Alemanya, Ucraïna, França, Països Baixos, Romania |
| Euforia (QP)                                                  | Valeria Golino                     | Itàlia                                            |
| Älemniñ jumsaqtıq mazasızdığı (Әлемнің жұмсақтық мазасыздығы) | Adilkhan Ierjanov                  | Kazakhstan, França                                |
| Girl (CdO) (QP)                                               | Lukas Dhont                        | Bèlgica                                           |
| Die Stropers (CdO)                                            | Etienne Kallos                     | Sud-àfrica, França, Polònia, Grècia               |
| In My Room                                                    | Ulrich Köhler                      | Alemanya, Itàlia                                  |
| Les chatouilles (CdO)                                         | Andréa Bescond, Eric Métayer       | França                                            |
| Dì qiú zuì hòu dí yè wǎn 地球最後的夜晚                       | Bi Gan                             | R.P. de la Xina                                   |
| Manto मंटो                                                      | Nandita Das                        | Índia                                             |
| Muere, monstruo, muere                                        | Alejandro Fadel                    | Argentina                                         |
| Mon tissu préféré (CdO)                                       | Gaya Jiji                          | França, Alemanya, Turquia                         |
| Rafiki (QP)                                                   | Wanuri Kahiu                       | Kenya                                             |
| À genoux les gars                                             | Antoine Desrosières                | França                                            |
| Sofia (CdO)                                                   | Meryem Benm'Barek-Aloïsi           | Bèlgica                                           |

(CdO) indica pel·lícula elegible a la Caméra d'Or com a debut com a director.
(QP) indica pel·lícula elegible a la Palma Queer.

### Pel·lícules fora de competició
Les següents pel·lícules foren seleccionades per ser projectades fora de competició:
| Títol original                 | Director(s)      | País          |
| ------------------------------ | ---------------- | ------------- |
| Gotti                          | Kevin Connelly   | Estats Units  |
| The House That Jack Built      | Lars von Trier   | Dinamarca     |
| The Man Who Killed Don Quixote | Terry Gilliam    | Regne Unit    |
| Le Grand Bain                  | Gilles Lellouche | França        |
| Solo: A Star Wars Story        | Ron Howard       | Estats Units  |
| Projeccions de mitjanit        |                  |               |
| Arctic (CdO)                   | Joe Penna        | Islàndia      |
| Fahrenheit 451                 | Ramin Bahrani    | Estats Units  |
| Gongjak 공작                   | Yoon Jong-bin    | Corea del Sud |
| Whitney (QP)                   | Kevin Macdonald  | Regne Unit    |

(CdO) indica pel·lícula elegible a la Caméra d'Or com a debut com a director.
(QP) indica pel·lícula elegible a la Palma Queer.

### Projeccions especials
Les següents pel·lícules foren seleccionades per ser mostrades en la secció de projeccions especials:
| Títol original                                                                          | Director(s)                                                                        | País                                         |
| --------------------------------------------------------------------------------------- | ---------------------------------------------------------------------------------- | -------------------------------------------- |
| Jeszcze dzień życia                                                                     | Damian Nenow, Raúl de la Fuente                                                    | Polònia, Espanya, Alemanya, Bèlgica, Hongria |
| Sǐ líng hún 死靈魂                                                                      | Wang Bing                                                                          | França, Suïssa                               |
| O Grande Circo Místico                                                                  | Carlos Diegues                                                                     | Brasil                                       |
| Le pape François: un homme de parole/' 'Papst Franziskus - Ein Mann seines Wortes (ŒdO) | Wim Wenders                                                                        | França, Alemanya, Itàlia, Suïssa             |
| The State Against Mandela and the Others (ŒdO)                                          | Nicolas Champeaux, Gilles Porte                                                    | França                                       |
| S̄ib pī nı pratheṣ̄thịy (สิบปีในประเทศไทย)                                                  | Aditya Assarat, Wisit Sasanatieng, Chulayarnon Siriphol, Apichatpong Weerasethakul | Tailàndia                                    |
| Libre                                                                                   | Michel Toesca                                                                      | França                                       |
| La Traversée                                                                            | Romain Goupil                                                                      | França                                       |

(ŒdO) indica pel·lícula elegible a la Œil d'or com a documental.

### Cannes Classics
| Títol original        | Director(s)     | País                     |
| --------------------- | --------------- | ------------------------ |
| 2001: A Space Odyssey | Stanley Kubrick | Estats Units, Regne Unit |

### Cinéfondation
| Títol                                | Director                                                                                         | Escola                                                                 | País            |
| ------------------------------------ | ------------------------------------------------------------------------------------------------ | ---------------------------------------------------------------------- | --------------- |
| Dolfin Megumi                        | Ori Aharon                                                                                       | Steve Tisch School of Film & Television                                | Israel          |
| End of Season                        | Zhannat Alshanova                                                                                | London Film School                                                     | Regne Unit      |
| Sailor's Delight                     | Louise Aubertin, Éloïse Girard, Marine Meneyrol, Jonas Ritter, Loucas Rongeart, Amandine Thomoux | École supérieure de réalisation audiovisuelle                          | França          |
| Inanimate                            | Lucia Bulgheroni                                                                                 | NFTS                                                                   | Regne Unit      |
| El Verano del Léon Eléctrico         | Diego Céspedes                                                                                   | ICEI - Universitat de Xile                                             | Xile            |
| Palm Trees and Power Lines           | Jamie Dack                                                                                       | Tisch School of the Arts                                               | Estats Units    |
| Dong wu xiong meng                   | Di Shen                                                                                          | Shanghai Theatre Academy                                               | R.P. de la Xina |
| Fragment de drame                    | Laura Garcia                                                                                     | La Fémis                                                               | França          |
| Cinco minutos afuera                 | Constanza Gatti                                                                                  | Universidad del Cine                                                   | Argentina       |
| Los tiempos de Héctor                | Ariel Gutiérrez                                                                                  | Centro de Capacitación Cinematográfica                                 | Mèxic           |
| Dots                                 | Eryk Lenartowicz                                                                                 | AFRTS                                                                  | Austràlia       |
| Inny                                 | Marta Magnuska                                                                                   | Escola Nacionald e Cinema de Łódź                                      | Polònia         |
| Albastru si Rosu, in Proportii Egale | Georgiana Moldoveanu                                                                             | Universitat Nacional d'Art Teatral i Cinematogràfic Ion Luca Caragiale | Romania         |
| Così in Terra                        | Pier Loreznzo Pisano                                                                             | Centro sperimentale di cinematografia                                  | Itàlia          |
| Kalendar                             | Igor Poplauhin                                                                                   | Escola del Nou Cinema de Moscou                                        | Rússia          |
| Mesle bache Adam                     | Arian Vazirdaftari                                                                               | Tehran University of Dramatic Arts                                     | Iran            |
| I am my Own Mother                   | Andrew Zox                                                                                       | Universitat Estatal de San Francisco                                   | Estats Units    |

### Curtmetratges en competició
Els següents curtmetratges competien per Palma d'Or al millor curtmetratge:
| Títol                                            | Director              | País         |
| ------------------------------------------------ | --------------------- | ------------ |
| The Eyes of Orson Welles                         | Mark Cousins          | Regne Unit   |
| Be Natural: The Untold Story of Alice Guy-Blaché | Pamela B.Green        | Estats Units |
| Jane Fonda in Five Acts                          | Susan Lacy            | Estats Units |
| Bergman — ett år, ett liv                        | Jane Magnusson        | Suècia       |
| Searching for Ingmar Bergman                     | Margarethe Von Trotta | Alemanya     |

## Seccions paral·leles

### Setmana Internacional dels Crítics
Els següents llargmetratges van ser seleccionats per ser projectats per a la trentena Setmana de la Crítica:
| Títol original                         | Director(s)                       | País                                 |
| -------------------------------------- | --------------------------------- | ------------------------------------ |
| Chris the Swiss (CdO)                  | Anja Kofmel                       | Suïssa, Croàcia, Alemanya, Finlàndia |
| Diamantino (CdO) (QP)                  | Gabriel Abrantes & Daniel Schmidt | Portugal, França, Brasil             |
| Egy Nap (CdO)                          | Zsófia Szilágyi                   | Hongria                              |
| Fuga                                   | Agnieszka Smoczyńska              | Polònia, Txèquia, Suècia             |
| Kona fer í stríð                       | Benedikt Erlingsson               | Islàndia, França, Ucraïna            |
| Sauvage (CdO) (QP)                     | Camille Vidal-Naquet              | França                               |
| Monsieur (CdO)                         | Rohena Gera                       | Índia, França                        |
| Projeccions especials                  |                                   |                                      |
| Wildlife (pel·lícula d'apertura) (CdO) | Paul Dano                         | Estats Units                         |
| Nos batailles                          | Guillaume Senez                   | Bèlgica, França                      |
| Shéhérazade (CdO) (QP)                 | Jean-Bernard Marlin               | França                               |
| Guy (closing film)                     | Alex Lutz                         | França                               |

(CdO) indica pel·lícula elegible a la Caméra d'Or com a debut com a director.
(QP) indica pel·lícula elegible a la Palma Queer.

#### Curts
| Títol internacional                         | Director(s)                | País de producció |
| ------------------------------------------- | -------------------------- | ----------------- |
| Amor, Avenidas Novas                        | Duarte Coimbra             | Portugal          |
| Ektoras Malo : I Teleftea Mera Tis Chronias | Jacqueline Lentzou         | Grècia            |
| Mo-Bum-Shi-Min                              | Kim Cheol-hwi              | Corea del Sud     |
| Pauline asservie                            | Charline Bourgeois-Tacquet | França            |
| La Persistente                              | Camille Lugan              | França            |
| Rapaz                                       | Felipe Gálvez              | Xile              |
| Schächer                                    | Flurin Giger               | Suïssa            |
| Tiikeri                                     | Mikko Myllylahti           | Finlàndia         |
| Un jour de marriage                         | Elias Belkeddar            | Algèria, França   |
| Ya normalniy                                | Michael Borodin            | Rússia            |
| Projeccions especials                       |                            |                   |
| La chute                                    | Boris Labbé                | França            |
| Third Kind                                  | Yorgos Zois                | Grècia, Croàcia   |
| Ultra Pulpe                                 | Bertrand Mandico           | França            |

### Quinzena dels directors
Les següents pel·lícules foren exhibides en la Quinzena dels directors de 2018 (Quinzaine des Réalizateurs):
Pel·lícules – El guanyador del Premi Art Cinema ha estat il·luminat.
| Títol original                   | Director(s)                   | País                     |
| -------------------------------- | ----------------------------- | ------------------------ |
| Amin                             | Philippe Faucon               | França                   |
| Pájaros de verano                | Cristina Gallego, Ciro Guerra | Colòmbia                 |
| Cómprame un revólver             | Julio Hernández Cordón        | Mèxic                    |
| Carmen y Lola (CdO) (QP)         | Arantxa Echevarria            | Espanya                  |
| Climax                           | Gaspar Noé                    | França                   |
| Leave No Trace                   | Debra Granik                  | Estats Units             |
| Teret (CdO)                      | Ognjen Glavonić               | Sèrbia, França           |
| Troppa grazia                    | Gianni Zanasi                 | Itàlia                   |
| Mandy                            | Panos Cosmatos                | Estats Units             |
| Mirai no Mirai 未来のミライ      | Mamoru Hosoda                 | Japó                     |
| Le Monde est à toi               | Romain Gavras                 | França                   |
| Ming wang xing shi ke 冥王星時刻 | Ming Zhang                    | R.P. de la Xina          |
| Petra                            | Jaime Rosales                 | Espanya, França          |
| La strada dei Samouni            | Stefano Savona                | Itàlia, França           |
| Los Silencios                    | Beatriz Seigner               | Brasil, Colòmbia, França |
| El motoarrebatador               | Agustin Toscano               | Argentina                |
| Les confins du Monde             | Guillaume Nicloux             | França                   |
| Joueurs (CdO)                    | Marie Monge                   | França                   |
| En liberté !                     | Pierre Salvadori              | França                   |
| Weldi ولدي                       | Mohamed Ben Attia             | Tunísia, Bèlgica, França |

(CdO) indica pel·lícula elegible a la Caméra d'Or com a debut com a director.
(QP) indica pel·lícula elegible a la Palma Queer.
Curtmetratges – El guanyador del Premi Illy al curtmetratge ha estat il·luminat.
| Títol internacionalc        | Director(s)                  | País de producció |
| --------------------------- | ---------------------------- | ----------------- |
| Basses                      | Félix Imbert                 | França            |
| Ce magnifique gâteau !      | Emma De Swaef, Marc Roels    | Bèlgica           |
| La Chanson                  | Tiphaine Raffier             | França            |
| La Lotta                    | Marco Bellochio              | Itàlia            |
| Las Cruces                  | Nicolas Boone                | França            |
| La Nuit des sacs plastiques | Gabriel Harel                | França            |
| O órfão                     | Carolina Markowicz           | Brasil            |
| Our Song to War             | Juanita Onzaga               | Colòmbia          |
| Skip Day                    | Patrick Bresnan, Ivete Lucas | Estats Units      |
| Le sujet                    | Patrick Bouchard             | Canadà            |

### ACID
| Títol original                | Director(s)                   | País                 |
| ----------------------------- | ----------------------------- | -------------------- |
| L'amour Debout (QP)           | Michaël Dacheux               | França               |
| Так Себе Зима / Tak Sebe Zima | Olga Korotko                  | Kazakhstan           |
| Cassandro the Exotico! (QP)   | Marie Losier                  | França               |
| Dans la terrible jungle       | Caroline Capelle, Ombline Rey | França               |
| Il se passe quelque chose     | Anne Alix                     | França               |
| Seule à mon mariage           | Marta Bergman                 | Bèlgica              |
| Thunder Road                  | Jim Cummings                  | Estats Units         |
| Un violent désir de Bonheur   | Clément Schneider             | França               |
| Nous les Coyotes              | Hanna Ladoul, Marco La Via    | França, Estats Units |

(QP) indica pel·lícula elegible a la Palma Queer.

## A les notícies

### Pel·lícules de Netflix
La prohibició de les pel·lícules de Netflix en competició, que es va produir després que el gegant del streaming es negués a mostrar-les a les sales cinematogràfiques franceses, ha suposat que els temes de streaming i distribució també han estat temes candents. El tema va provocar que la jurat Ava DuVernay, que va fer 13th per Netflix, fes una súplica per "la flexibilitat del pensament".
Al març i abril de 2018, setmanes abans que el delegat general Thierry Frémaux estigués a punt de donar a conèixer la selecció oficial, els informes van suggerir que Netflix retiraria les seves pel·lícules ja seleccionades al festival per tal d'eludir la prohibició per competir. Encara es van poder estrenar en altres seccions i, segons sembla, moltes van optar per un participar fora de la competició. Les pel·lícules afectades van ser Roma d'Alfonso Cuarón, They'll Love Me When I'm Dead de Morgan Neville, The Other Side of the Wind d'Orson Welles', Norway de Paul Greengrass, i Hold the Dark de Jeremy Saulnier.
Al final, Netflix va retirar totes les seves pel·lícules de la selecció. Cal destacar que, en l'anunci de la conferència de premsa, Frémaux va comentar que volia The Other Side of the Wind i que havia planejat projectar-la com una projecció especial amb el documental sobre Welles They'll Love Me When I'm Dead. També va assenyalar que havia seleccionat Roma per competir.

### Lars von Trier
El director danès Lars von Trier va tornar a Canes amb la pel·lícula The House That Jack Built, després que havia estat declarat "persona non grata" al festival de 2011.

### Igualtat de gènere
La presidenta del jurat Cate Blanchett ha fet una crida a la paritat de gènere al Festival de Cinema de Canes, que ha qualificat de "gairebé un esport de gladiadors". Tanmateix, admet que hi ha hagut millores i el canvi "no passarà de la nit al dia".
Durant el festival, 82 professionals femenines del cinema, liderades per la president del jurat Cate Blanchett i la veterana directora Agnès Varda, van participar en una manifestació sobre la catifa vermella, demanant més igualtat entre homes i dones en la indústria cinematogràfica, principalment la fi de la diferència salarial.

## Premis

### Premis oficials
En Competició
- Palma d'Or: Manbiki Kazoku de Hirokazu Koreeda
- Grand Prix: BlacKkKlansman de Spike Lee
- Premi del Jurat: Cafarnaúm de Nadine Labaki
- Millor director: Paweł Pawlikowski per  Cold War
- Millor guió:
  - Alice Rohrwacher per Lazzaro felice
  - Jafar Panahi i Nader Saeivar per Se Rokh
- Millor actriu: Samal Eslämova per Ayka
- Millor actor: Marcello Fonte per Dogman
- Palma d'Or Especial: Le livre d'images de Jean-Luc Godard

Un Certain Regard
- Premi Un Certain Regard: Gräns d'Ali Abbasi
- Premi del Jurat Un Certain Regard: Chuva é Cantoria na Aldeia dos Mortos de João Salaviza i Renée Nader Messora
- Premi Un Certain Regard al millor director: Sergei Loznitsa per Donbass
- Premi del Jurat Un Certain Regard a la millor actuació: Victor Polster per Girl
- Premi Un Certain Regard al millor guió: Meryem Benm'Barek-Aloïsi per Sofia

Cinéfondation
- Primer Premi: The Summer of the Electric Lion de Diego Céspedes
- Segon Premi
  - Calendar de Igor Poplauhin
  - The Storms in Our Blood de Shen Di
- Tercer Premi: Inanimate de Lucia Bulgheroni

Golden Camera
- Caméra d'Or: Girl de Lukas Dhont

### Premis independents
Premis FIPRESCI
- En Competició: Beoning de Lee Chang-dong
- Un Certain Regard: Girl de Lukas Dhont
- Setmana Internacional de la Crítica: Egy Nap de Zsófia Szilágyi

Premi Ecumènic
- Premi del Jurat Ecumènic: Cafarnaúm de Nadine Labaki
- Menció Especial: BlacKkKlansman de Spike Lee

Setmana Internacional de la Crítica
- Gran Premi Nespresso: Diamantino de Gabriel Abrantes i Daniel Schmidt
- Premi Leica Cine Discovery al curtmetratge: Hector Malot: The Last Day of the Year de Jacqueline Lentzou
- Premi Louis Roederer Foundation Rising Star: Félix Maritaud per Sauvage
- Premi Gan Foundation a la Distribució: Monsieur de Rohena Gera
- Premi SACD: Kona fer í stríð de Benedikt Erlingsson i Ólafur Egill Egilsson
- Premi Canal+ al curtmetratge: A Wedding Day d'Elias Belkeddar

Quinzena dels Directors
- Premi Art Cinema: Climax de Gaspar Noé
- Premi SACD: En liberté ! de Pierre Salvadori
- Premi Europa Cinemas Label: Troppa grazia de Gianni Zanasi
- Premi Illy al curtmetratge: Skip Day de Ivete Lucas and Patrick Bresnan
- Carrosse d'Or: Martin Scorsese[40]

L'Œil d'or
- L'Œil d'or: La strada dei Samouni de Stefano Savona
- Menció Especial:
  - Libre de Michel Toesca
  - The Eyes of Orson Welles de Mark Cousins

Palma Queer
- Premi Palma Queer: Girl de Lukas Dhont
- Premi Palma Queer al curtmetratge: The Orphan de Carolina Markowicz

Palma Dog
- Premi Palma Dog: repartiment caní de Dogman
- Gran Premi del Jurat: Diamantino
- Premi Palm DogManitarian: Vanessa Davies i el seu pug Patrick
- Premi Especial del Jurat: Gossos de seguretat Lilou, Glock i Even

Prix François Chalais
- Premi François Chalais: Yomeddine de Abu Bakr Shawky

Premi Vulcan a l'Artista Tècnic
- Premi Vulcan: Shin Joom-hee per Beoning (direcció artística)[46]

Premi Cannes Soundtrack
- Premi Cannes Soundtrack: Roma Zver i German Osipov per Summer

Trophée Chopard
- Trophée Chopard: Elizabeth Debicki i Joe Alwyn[48]